# Megalagrion mauka
Megalagrion mauka (лат.) — вид стрекоз из семейства Coenagrionidae, эндемик острова Кауаи в Гавайском архипелаге. Название вида в переводе с гавайского языка означает «к водопадам». Наиболее близкими видом является Megalagrion paludicola.

## Описание
Прижизненная окраска глаз красная. Ротовые органы, щёки и передняя часть наличника коричневые. Темя, затылок, верхняя часть наличника, усики чёрные. Затылочные пятная крупные. Передняя и задняя часть переднеспинки красного цвета. Середина переднеспинки преимущественно чёрная, с двумя крупными проксимальными пятнами и двумя небольшими дистальными пятнами. Бока груди красные, в передней части затемнённые. Среднеспинка красная. Низ груди преимущественно чёрной окраски. Ноги красные с чёрными шипиками. Тазики ног двухцветные у основания чёрные, у вершины — красные. За узелком на передних крыльях 20 (самцы) или 22 (самки) поперечных жилок, на задних крыльях их 18. Длина передних крыльев 27—29 мм, длина задних — 26—27 мм. Крыловой глазок занимает полторы ячейки. Длина брюшка от 34 (самки) до 38 мм (самцы). Брюшко с первого по шестой сегмент красное, по заднему краю с чёрными кольцами, иногда прерванными. Седьмой сегмент чёрный сверху и красный снизу. Первый сегмент с боков и снизу чёрный у самцов, полностью красный у самок. Восьмой сегмент красный с чёрными боковыми пятнами. Девятый и десятый сегменты красного цвета.

## Экология
Стрекозы обнаружены на участках с выходами горных родников на высоте около 1000 м над уровнем моря. Самцы проявляют территориальное поведение. Личинки развиваются в водоёмах в местах выхода грунтовых вод.